# Колонна Магдебургского права
Колонна Магдебургского права в Киеве — монумент в честь возвращения Киеву Магдебургского права, известный также как «Памятник крещения Руси» и «Нижний памятник св. Владимиру». Адрес: Набережное шоссе, 6.

## История
Монумент был построен по чертежам городского архитектора А. И. Меленского в 1802 году у основания Владимирской горки.
В 1862 году внутри памятника появилась небольшая часовня, в которой находился колодец со святой водой, наполнявшийся из ключей по трубопроводу.
В 1867 году был построен новый колодец (бассейн) в виде чаши. В 1915 году по проекту архитектора Михаила Бобрусова была устроена лестница, по которой сегодня можно подняться к монументу.
В мае 2016-го на колонне были уничтожены упоминания о России и императоре Александре — надпись была замазана и на её месте установили трезубец.

## Описание
Монумент высотой 23 м состоит из основания и колонны. Памятник представляет собой 18,4-метровую тосканскую колонну, со сферической башней на вершине. Колонна установлена на основании с тремя арковыми прорезами. Памятник возведён из кирпича.

## Галерея

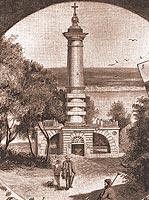
Старинный рисунок колонны
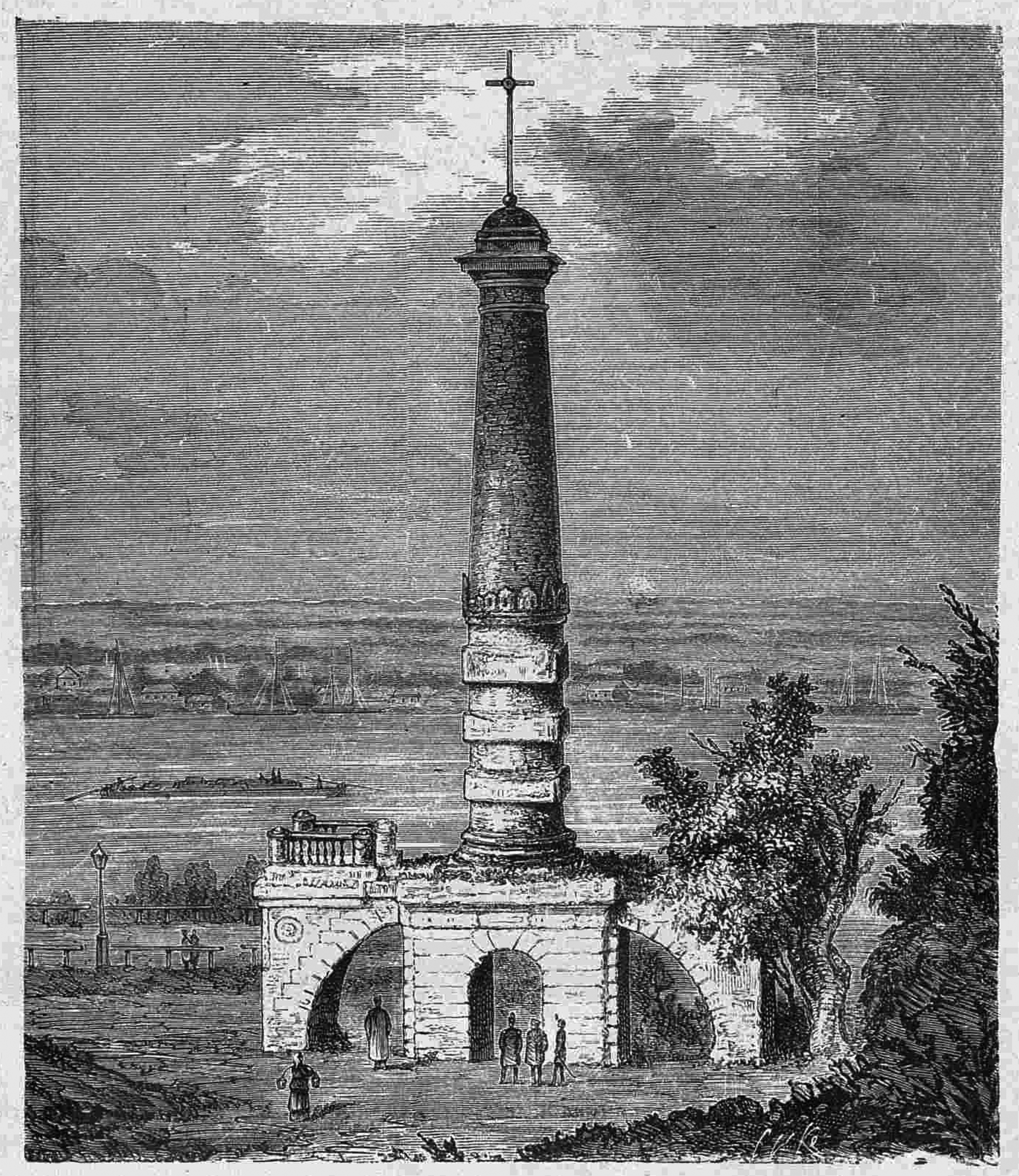
Колонна Магдебургского права, 1897 год
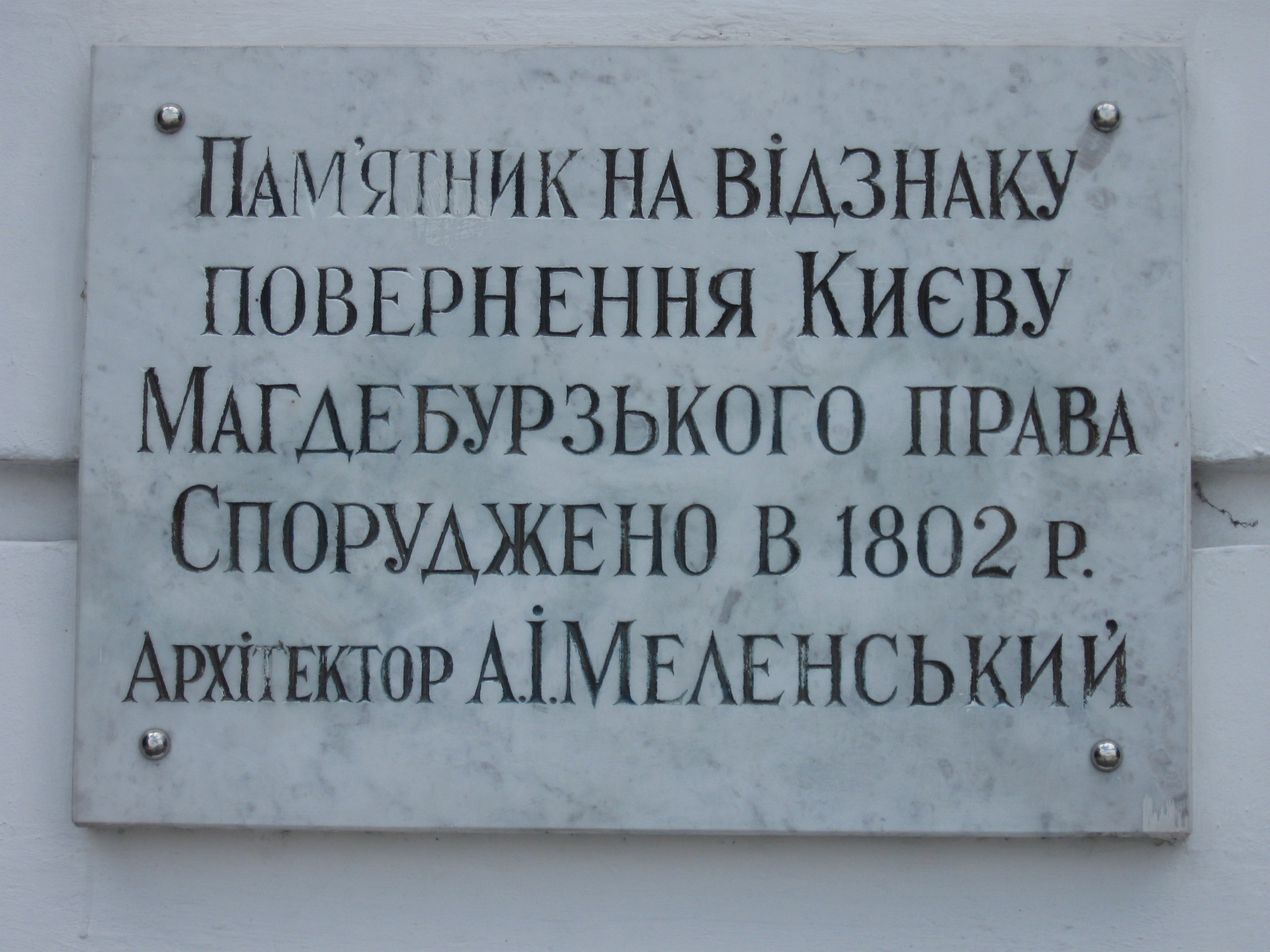
Информационная доска на памятнике с датой его постройки
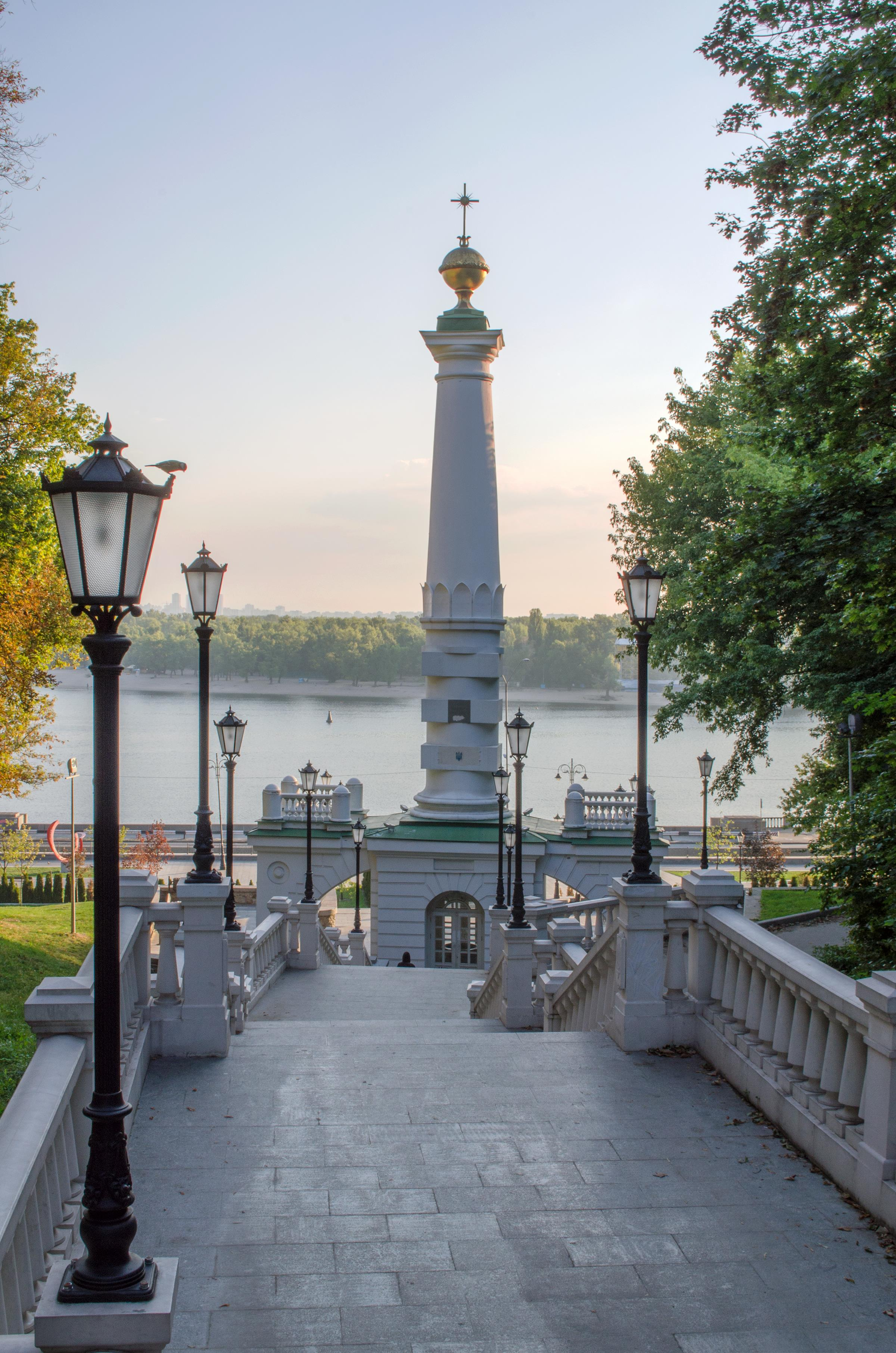
Современный вид